# اولشنگتسا (استان اشوی‌داشکسیه)
اولشنگتسا (به لهستانی:  Oleśnica) یک روستا در لهستان است که در گمینا اولشنگتسا (استان اشوی‌داشکسیه) واقع شده‌است. اولشنگتسا ۱۸۲٫۱ متر بالاتر از سطح دریا واقع شده‌است.